# León–Asztúria nagysebességű vasútvonal
A León–Asztúria nagysebességű vasútvonal egy építés alatt álló, normál nyomtávolságú, 49,7 km hosszúságú nagysebességű vasútvonal Spanyolországban León és Asztúria tartomány között. Ha elkészül, a vonatok 350 km/h sebességgel haladhatnak rajta.
A vonal legjelentősebb műtárgya a Pajares-bázisalagút, mely 24,6 km hosszúságú lesz, ami egymagában a vasútvonal felét kiteszi.
Az építkezést lassította, hogy az érintett önkormányzatok nem tudták eldönteni, hogy a vonal milyen nyomtávolsággal épüljön ki.